# Rotschenkliger Kleideraffe
Der Rotschenklige Kleideraffe (Pygathrix nemaeus) ist eine Primatenart aus der Gruppe der Schlankaffen (Presbytini). Der Grauschenklige und der Schwarzschenklige Kleideraffe, die früher als Unterarten des Rotschenkligen Kleideraffen galten, werden heute als eigene Arten betrachtet. Diese Primatenart lebt in Südostasien und ist in ihrem Bestand bedroht.

## Merkmale
Rotschenkel-Kleideraffen sind ausgesprochen bunte Primaten. Der Rücken und die Oberseite des Kopfes sind grau, die Oberschenkel schwarz und die Unterschenkel von den namensgebenden rotbraunen „Strümpfen“ umgeben. Die Oberarme sind grau, die Unterarme weißlich, Hände und Füße sind schwarz. Der Schwanz und die Schwanzwurzel sind weiß. Auffällig ist auch die Färbung der Geschlechtsorgane, der Penis ist knallrot und das Skrotum weiß. Im Gesicht sind die orangefarbene Region um die Augen und die weißen Haare an den Becken auffällig. Diese Primaten erreichen eine Kopfrumpflänge von 61 bis 76 Zentimeter, der Schwanz wird ebenso lang wie der Körper. Mit einem Durchschnittsgewicht von 11 Kilogramm sind Männchen etwas schwerer als Weibchen, die 8 Kilogramm erreichen.

## Verbreitung und Lebensraum

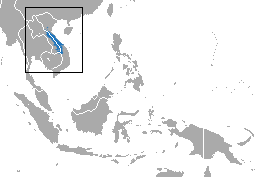
Verbreitungsgebiet des Rotschenkligen Kleideraffen

Rotschenklige Kleideraffen leben im nördlichen und mittleren Vietnam sowie in den angrenzenden Regionen von Laos. Vermutlich gab es auch eine Population auf der chinesischen Insel Hainan, diese dürfte aber erloschen sein. Lebensraum dieser Tiere sind Wälder, sowohl Primär- als auch Sekundärwälder.

## Lebensweise und Ernährung

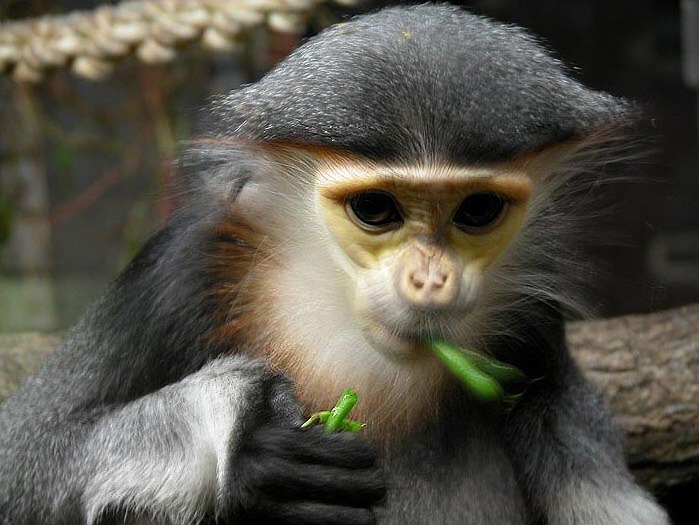
Kopf des Rotschenkligen Kleideraffen

Diese Primaten sind wie alle Altweltaffen tagaktiv und halten sich fast ausschließlich auf Bäumen auf. Sie sind geschickte Kletterer und legen zum besseren Vorankommen regelrechte Trampelpfade durch das Geäst an. Sie leben in Gruppen von bis zu 50 Tieren, die entweder gemischte Gruppen (mehrere Männchen und Weibchen) oder Haremsgruppen (ein Männchen und mehrere Weibchen) sind; dabei dürften gemischte Gruppen überwiegen.
Sie sind Pflanzenfresser, die sich vorwiegend von jungen Blättern ernähren. Daneben fressen sie auch Früchte, Samen und Blüten. Das Aufteilen gefundener Nahrung auf die Gruppenmitglieder dürfte relativ häufig vorkommen. Wie alle Schlankaffen haben sie einen mehrkammerigen Magen, der eine bessere Aufschlüsselung der schwer verdaulichen Blätternahrung ermöglicht.

## Fortpflanzung
Der Begattung geht ein Paarungsritual voraus, das unter anderem Grimassenspiel beider Geschlechter beinhaltet. Nach einer rund sechsmonatigen Tragzeit bringt das Weibchen meist ein einzelnes Jungtier zur Welt. Zunächst klammert dieses sich an den Bauch der Mutter, später kümmern sich auch die anderen Gruppenmitglieder um es. Mit rund vier Jahren sind Kleideraffen geschlechtsreif.

## Bedrohung und Schutzmaßnahmen
Die Hauptbedrohung stellt der fortschreitende Lebensraumverlust durch Waldrodungen dar. Auch durch die Bombardements und den Einsatz von Entlaubungsmittel im Vietnamkrieg wurden die Populationen stark dezimiert. Die Weltnaturschutzunion IUCN listet den Rotschenkligen Kleideraffen in der Roten Liste gefährdeter Arten als stark gefährdet (Endangered).
Mittlerweile wurden einige Naturschutzgebiete eingerichtet und es laufen Projekte, die den Fortbestand der Art sichern sollen. Durch Listung im Washingtoner Artenschutzübereinkommen CITES, Appendix I wird die Art wie alle Arten der Gattung mit einem internationalen Handelsverbot belegt. Auf europäischer Ebene wird dieser Status übernommen und in der EU-Artenschutzverordnung (EG) Nr. 338/97 bzw. EG-Verordnung 407/2009 Anhang A festgelegt, wodurch gleichzeitig alle Mitgliedsländer der Europäischen Union verpflichtet werden.